# جیسون نگوابی
جیسون نگوابی (انگلیسی: Jason Ngouabi؛ زادهٔ ۱۶ ژانویهٔ ۲۰۰۳) بازیکن فوتبال است.
وی همچنین در تیم‌های ملی فوتبال France national under-16 football team و زیر ۱۷ سال فرانسه بازی کرده‌است.